# Eldbuk
Eldbuk (Thorichthys meeki) är en fisk från Centralamerika (Yucatán, norra Belize och norra Guatemala). Arten introducerades i Arizona, Florida, Hawaii och Puerto Rico.
Eldbuken är en vanlig akvariefisk. Den är blågrön eller lila på sidor och rygg, undersidan är gul eller röd. Vuxna fiskar har en eldröd strupe samt underkäksparti. Det är generellt en fredlig art, men kan vara aggressiv under lektiden. Som störst blir eldbuken 17 cm. Temperatur i vattnet ska vara 20-30 grader för att den ska trivas. Det svenska namnet är från 50-talet. Var tidigare klassificerad som Cichlasoma meeki. 
Eldbuk vistas i delar av floder där vattenflödet är låg. Under parningstiden försvarar hannar sitt revir genom att visa de röda gälarna. Hos exemplar i fångenskap etableras en hierarki där exemplar som har en lägre position tar mindre föda. Födan utgörs av insekter, ringmaskar och kräftdjur.
I begränsade regioner hotas beståndet av introducerade fiskar, bland annat av gruppen tilapia. Hela populationen anses vara stabil. IUCN listar arten som livskraftig (LC).